# Aeroportul Mercedes
Aeroportul Mercedes (IATA: MDX, ICAO: SATM) este un aeroport din Provincia Corrientes, Argentina ce deservește zona Mercedes⁠(d). A fost numit după zona deservită.
Situat la o altitudine de 110 m, aeroportul dispune de o singură pistă.